# Euphoria Tour
Euphoria Tour – ósma trasa koncertowa grupy muzycznej Def Leppard. W trakcie trasy odbyły się 152 koncerty.

## 1999
1. 29 maja 1999 – Somerset, Wisconsin, Stany Zjednoczone – EdgeFest 6Festival
2. 7 czerwca 1999 – San Antonio, Teksas, Stany Zjednoczone – Wal-Mart Store
3. 3 lipca 1999 – Fort Lauderdale, Floryda, Stany Zjednoczone – Zeta Fest 99
4. 9 lipca 1999 – Hollywood, Kalifornia, Stany Zjednoczone – Key Club
5. 16 lipca 1999 – Cadott, Wisconsin, Stany Zjednoczone – Rock Fest
6. 17 lipca 1999 – Seymour, Wisconsin, Stany Zjednoczone – Outgamie County Fest
7. 18 lipca 1999 – Madison, Wisconsin, Stany Zjednoczone – Dane County Coliseum
8. 20 lipca 1999 – Mankato, Minnesota, Stany Zjednoczone – Midwest Wireless Center
9. 22 lipca 1999 – Montgomery City, Missouri, Stany Zjednoczone – Montgomery County Fair
10. 23 lipca 1999 – Sioux City, Iowa, Stany Zjednoczone – River Cade Festival
11. 24 lipca 1999 – Topeka, Kansas, Stany Zjednoczone – Landon Arena
12. 28 lipca 1999 – Fargo, Dakota Północna, Stany Zjednoczone – Fargo Civic Center
13. 29 lipca 1999 – Minot, Dakota Północna, Stany Zjednoczone – North Dakota State Fair
14. 31 lipca 1999 – Nisku, Alberta, Kanada – Rockfest 99
15. 1 sierpnia 1999 – Minnedosa, Manitoba, Kanada – Little River Rockfest
16. 3 sierpnia 1999 – Paso Robles, Kalifornia, Stany Zjednoczone – California Mid-State Fair
17. 5 sierpnia 1999 – Davenport, Iowa, Stany Zjednoczone – Mississippi Valley Fair
18. 6 sierpnia 1999 – Rockford, Illinois, Stany Zjednoczone – Davis Memorial Festival Park
19. 7 sierpnia 1999 – Duluth, Minnesota, Stany Zjednoczone – Duluth Arena
20. 9 sierpnia 1999 – West Plains, Missouri, Stany Zjednoczone – West Plains Civic Center
21. 10 sierpnia 1999 – Tulsa, Oklahoma, Stany Zjednoczone – Expo Square Pavillion
22. 12 sierpnia 1999 – Des Moines, Iowa, Stany Zjednoczone – Iowa State Fair
23. 13 sierpnia 1999 – Sturgis, Dakota Południowa, Stany Zjednoczone – Sturgis Motorcycle Rally
24. 14 sierpnia 1999 – Billings, Montana, Stany Zjednoczone – Montana State Fair
25. 17 sierpnia 1999 – Springfield, Illinois, Stany Zjednoczone – Illinois State Fair
26. 18 sierpnia 1999 – Columbus, Ohio, Stany Zjednoczone – Ohio State Fair
27. 20 sierpnia 1999 – Escanaba, Michigan, Stany Zjednoczone – Upper Peninsula State Fair
28. 21 sierpnia 1999 – Lima, Ohio, Stany Zjednoczone – Allen County Fair
29. 22 sierpnia 1999 – Evansville, Indiana, Stany Zjednoczone – Mesker Amphitheatre
30. 24 sierpnia 1999 – Saginaw, Michigan, Stany Zjednoczone – Wendler Arena
31. 25 sierpnia 1999 – Detroit, Michigan, Stany Zjednoczone – Michigan State Fair
32. 27 sierpnia 1999 – Boalsburg, Pensylwania, Stany Zjednoczone – Tussey Mountain Amphitheatre
33. 28 sierpnia 1999 – Syracuse, Nowy Jork, Stany Zjednoczone – Great New York State Fair
34. 29 sierpnia 1999 – Essex Junction, Vermont, Stany Zjednoczone – Champlain Valley Fair Exposition
35. 31 sierpnia 1999 – Allentown, Pensylwania, Stany Zjednoczone – Great Allentown Fair
36. 2 września 1999 – Du Quoin, Illinois, Stany Zjednoczone – Du Quoin State Fair
37. 4 września 1999 – Huron, Dakota Południowa, Stany Zjednoczone – South Dakota State Fair
38. 5 września 1999 – Lincoln, Nebraska, Stany Zjednoczone – Nebraska State Fair
39. 6 września 1999 – Pueblo, Kolorado, Stany Zjednoczone – Colorado State Fair
40. 9 września 1999 – Erie, Pensylwania, Stany Zjednoczone – Erie Civic Center
41. 10 września 1999 – York, Pensylwania, Stany Zjednoczone – York-Inter-State Fair
42. 11 września 1999 – Allegan, Michigan, Stany Zjednoczone – Allegan County Fair
43. 12 września 1999 – Shakopee, Minnesota, Stany Zjednoczone – KDWB Last Chance Summer Day
44. 15 września 1999 – Corpus Christi, Teksas, Stany Zjednoczone – Texas State Aquarium
45. 16 września 1999 – Beamount, Teksas, Stany Zjednoczone – Beaumont Civic Center
46. 24 września 1999 – Nagoja, Japonia – Nagoya Shimin Kaikan
47. 26 września 1999 – Osaka, Japonia – Osaka Kōsei Nenkin Kaikan
48. 27 września 1999 – Osaka, Japonia – Osaka Kōsei Nenkin Kaikan
49. 28 września 1999 – Fukuoka, Japonia – Zepp Fukuoka
50. 30 września 1999 – Tokio, Japonia – Tokyo International Forum
51. 1 października 1999 – Tokio, Japonia – Tokyo International Forum
52. 2 października 1999 – Tokio, Japonia – Tokyo International Forum
53. 4 października 1999 – Jokohama, Japonia – Pacifico Yokohama
54. 12 października 1999 – Cardiff, Walia – Cardiff International Arena
55. 14 października 1999 – Londyn, Wielka Brytania – Wembley Arena
56. 15 października 1999 – Birmingham, Wielka Brytania – Resorts World Arena
57. 17 października 1999 – Brighton, Wielka Brytania – Brighton Centre
58. 18 października 1999 – Bournemouth, Wielka Brytania – Bournemouth International Centre
59. 20 października 1999 – Glasgow, Szkocja – Scottish Exhibiton and Conference Centre
60. 23 października 1999 – Sheffield, Wielka Brytania – Hallam FM Arena
61. 26 października 1999 – Belfast, Irlandia Północna – Ulster Hall
62. 27 października 1999 – Dublin, Irlandia – Olympia Theatre
63. 30 października 1999 – Abu Zabi, Zjednoczone Emiraty Arabskie – Hotel Inter-Continental
64. 31 października 1999 – Dubaj, Zjednoczone Emiraty Arabskie – Al Nasr Leisureland
65. 4 grudnia 1999 – Phoenix, Arizona, Stany Zjednoczone – Celebrity Theatre
66. 5 grudnia 1999 – Tucson, Arizona, Stany Zjednoczone – Arizona Sunset Pavilion
67. 7 grudnia 1999 – Omaha, Nebraska, Stany Zjednoczone – Ak-Sar-Ben Coliseum
68. 9 grudnia 1999 – Denver, Kolorado, Stany Zjednoczone – Magness Arena
69. 11 grudnia 1999 – Salt Lake City, Utah, Stany Zjednoczone – Jon M. Huntsman Center
70. 28 grudnia 1999 – Cedar Rapids, Iowa, Stany Zjednoczone – Five Seasons Center
71. 29 grudnia 1999 – Peoria, Illinois, Stany Zjednoczone – Peoria Civic Center
72. 31 grudnia 1999 – Rosemont, Illinois, Stany Zjednoczone – Rosemont Horizon

## 2000
1. 2 stycznia 2000 – Sioux Falls, Dakota Południowa, Stany Zjednoczone – Sioux Falls Arena
2. 4 stycznia 2000 – Bismarck, Dakota Północna, Stany Zjednoczone – Bismarck Civic Center
3. 6 stycznia 2000 – Calgary, Kanada – Max Bell Centre
4. 7 stycznia 2000 – Edmonton, Kanada – Shaw Conference Centre
5. 8 stycznia 2000 – Prince George, Kanada – Prince George Multiplex
6. 10 stycznia 2000 – Kelowna, Kanada – Skyreach Place
7. 11 stycznia 2000 – Vancouver, Kanada – General Motors Place
8. 14 stycznia 2000 – Bozeman, Montana, Stany Zjednoczone – Brick Breeden Fieldhouse
9. 15 stycznia 2000 – Casper, Wyoming, Stany Zjednoczone – Casper Events Center
10. 16 stycznia 2000 – Colorado Springs, Kolorado, Stany Zjednoczone – The Broadmoor World Arena
11. 18 stycznia 2000 – El Paso, Teksas, Stany Zjednoczone – Don Haskins Center
12. 19 stycznia 2000 – Lubbock, Teksas, Stany Zjednoczone – Fair Park Coliseum
13. 21 stycznia 2000 – Cape Girardeau, Missouri, Stany Zjednoczone – Show Me Center
14. 22 stycznia 2000 – Chattanooga, Tennessee, Stany Zjednoczone – Chattanooga Memorial Auditorium
15. 23 stycznia 2000 – Knoxville, Tennessee, Stany Zjednoczone – Knoxville Civic Coliseum
16. 25 stycznia 2000 – Salem, Wirginia, Stany Zjednoczone – Salem Civic Center
17. 26 stycznia 2000 – Bristol, Tennessee, Stany Zjednoczone – Viking Hall Civic Center
18. 28 stycznia 2000 – West Lafayette, Indiana, Stany Zjednoczone – Elliot Hall of Music
19. 29 stycznia 2000 – Grand Rapids, Michigan, Stany Zjednoczone – Van Andel Arena
20. 1 lutego 2000 – Marquette, Michigan, Stany Zjednoczone – Lakeview Arena
21. 2 lutego 2000 – La Crosse, Wisconsin, Stany Zjednoczone – La Crosse Center
22. 4 lutego 2000 – Salisbury, Maryland, Stany Zjednoczone – Wicomico Youth and Civic Center
23. 5 lutego 2000 – Wilkes-Barre, Pensylwania, Stany Zjednoczone – First Union Civic Center
24. 6 lutego 2000 – Troy, Nowy Jork, Stany Zjednoczone – Houston Field House
25. 7 lutego 2000 – Montreal, Kanada – Molson Centre
26. 8 lutego 2000 – Quebec City, Kanada – Colisée de Quebec
27. 10 lutego 2000 – Fredericton, Kanada – Aitken University Centre
28. 11 lutego 2000 – Moncton, Kanada – Moncton Coliseum
29. 12 lutego 2000 – Halifax, Kanada – Halifax Metro Centre
30. 14 lutego 2000 – Ottawa, Kanada – Ottawa Civic Centre
31. 15 lutego 2000 – Portland, Maine, Stany Zjednoczone – Cumberland County Civic Center
32. 20 lipca 2000 – Mansfield, Massachusetts, Stany Zjednoczone – Tweeter Center for the Performings Arts
33. 22 lipca 2000 – Corfu, Nowy Jork, Stany Zjednoczone – Darien Lake Performings Arts Center
34. 24 lipca 2000 – Wantagh, Nowy Jork, Stany Zjednoczone – Jones Beach Amphitheater
35. 25 lipca 2000 – Holmdel, New Jersey, Stany Zjednoczone – PNC Bank Arts Center
36. 26 lipca 2000 – Harrington, Delaware, Stany Zjednoczone – Delaware State Fair
37. 28 lipca 2000 – Ionia, Michigan, Stany Zjednoczone – Ionia Free Fair
38. 29 lipca 2000 – Clarkston, Michigan, Stany Zjednoczone – Pine Knob Music Theatre
39. 30 lipca 2000 – Columbus, Ohio, Stany Zjednoczone – Polaris Amphitheatre
40. 1 sierpnia 2000 – Cincinnati, Ohio, Stany Zjednoczone – Riverbend Music Center
41. 2 sierpnia 2000 – Cuyahoga Falls, Ohio, Stany Zjednoczone – Blossom Music Center
42. 4 sierpnia 2000 – West Allis, Wisconsin, Stany Zjednoczone – Wisconsin State Fair
43. 5 sierpnia 2000 – Luxemburg, Wisconsin, Stany Zjednoczone – Kewaunee County Fair
44. 6 sierpnia 2000 – Maryland Heights, Missouri, Stany Zjednoczone – Riverport Amphitheatre
45. 8 sierpnia 2000 – San Antonio, Teksas, Stany Zjednoczone – Freeman Coliseum
46. 9 sierpnia 2000 – Dallas, Teksas, Stany Zjednoczone – Smirnoff Music Centre
47. 10 sierpnia 2000 – Little Rock, Arkansas, Stany Zjednoczone – Riverfest Amphitheatre
48. 12 sierpnia 2000 – Burgettstown, Pensylwania, Stany Zjednoczone – Post-Gazette Pavillion
49. 14 sierpnia 2000 – Lewisburg, Wirginia Zachodnia, Stany Zjednoczone – West Virginia State Fair
50. 15 sierpnia 2000 – Indianapolis, Indiana, Stany Zjednoczone – Indiana State Fair
51. 16 sierpnia 2000 – Adrian, Michigan, Stany Zjednoczone – Lenawee County Fair
52. 18 sierpnia 2000 – Sedalia, Missouri, Stany Zjednoczone – Missouri State Fair
53. 19 sierpnia 2000 – Springfield, Illinois, Stany Zjednoczone – Illinois State Fair
54. 20 sierpnia 2000 – Des Moines, Iowa, Stany Zjednoczone – Iowa State Fair
55. 23 sierpnia 2000 – La Crosse, Wisconsin, Stany Zjednoczone – Fort McCoy Constitution Park
56. 24 sierpnia 2000 – Saint Paul, Minnesota, Stany Zjednoczone – Minnesota State Fair
57. 26 sierpnia 2000 – Louisville, Kentucky, Stany Zjednoczone – Kentucky State Fair
58. 28 sierpnia 2000 – Syracuse, Nowy Jork, Stany Zjednoczone – Great New York State Fair
59. 29 sierpnia 2000 – Allentown, Pensylwania, Stany Zjednoczone – Great Allentown Fair
60. 1 września 2000 – Monroe, Waszyngton, Stany Zjednoczone – Evergreen State Fair
61. 2 września 2000 – Salem, Oregon, Stany Zjednoczone – Oregon State Fair
62. 4 września 2000 – Sacramento, Kalifornia, Stany Zjednoczone – California State Fair
63. 6 września 2000 – Post Falls, Idaho, Stany Zjednoczone – Greyhound Park Amphitheatre
64. 7 września 2000 – Nampa, Idaho, Stany Zjednoczone – Idaho Center Amphitheater
65. 8 września 2000 – Blackfoot, Idaho, Stany Zjednoczone – Eastern Idaho State Fair
66. 9 września 2000 – Salt Lake City, Utah, Stany Zjednoczone – Utah State Fair
67. 11 września 2000 – Albuquerque, Nowy Meksyk, Stany Zjednoczone – New Mexico State Fair
68. 14 września 2000 – Morrison, Kolorado, Stany Zjednoczone – Red Rocks Amphitheatre
69. 15 września 2000 – Hutchinson, Kansas, Stany Zjednoczone – Kansas State Fair
70. 16 września 2000 – Spencer, Iowa, Stany Zjednoczone – Clay County Fair
71. 19 września 2000 – Antioch, Tennessee, Stany Zjednoczone – AmSouth Tennessee
72. 20 września 2000 – Charlotte, Karolina Północna, Stany Zjednoczone – Blockbuster Pavillion
73. 22 września 2000 – Columbia, Maryland, Stany Zjednoczone – Merriweather Post Pavilion
74. 23 września 2000 – Virginia Beach, Wirginia, Stany Zjednoczone – GTE Virginia Beach Amphitheatre
75. 24 września 2000 – Richmond, Wirginia, Stany Zjednoczone – Virginia State Fair
76. 26 września 2000 – Bloomsburg, Pensylwania, Stany Zjednoczone – Bloomsburg Fair
77. 27 września 2000 – Huntington, Wirginia Zachodnia, Stany Zjednoczone – Huntington Civic Arena
78. 29 września 2000 – Johnstown, Pensylwania, Stany Zjednoczone – Cambria County War Memorial Arena
79. 30 września 2000 – West Springfield, Massachusetts, Stany Zjednoczone – The Big E

## 2001
1. 1 marca 2001 – Houston, Teksas, Stany Zjednoczone – Houston Livestock Show and Rodeo